# Metropolia (religia)
Metropolia kościelna – prowincja kościelna obejmująca kilka diecezji (sufraganii) oraz archidiecezję, od której najczęściej przejmuje nazwę. Stolicą metropolii jest równocześnie stolica archidiecezji. Zwierzchnikiem metropolii jest metropolita, który jest jednocześnie arcybiskupem (zatem również biskupem diecezjalnym) archidiecezji leżącej w granicach metropolii.